# FamilySearch
FamilySearch, històricament coneguda com la Societat Genealògica de Utah, és una organització sense ànim de lucre dedicada, de forma col·laborativa, al descobriment i la conservació de les històries famíliars i la recerca dels avantpassats, mitjançant l'accés gratuït a través de la web a tota mena de registres. La pàgina està finançada i gestionada per l'Església Mormona.
Les col·leccions de FamilySearch inclouen documents històrics de valor genealògic com ara actes dels registres civil i eclesiàstic, successions, cens, registres fiscals i militars. FamilySearch utilitza la tecnologia pels diferents processos de captura d'imatges, la seva conversió digital i preservació, la indexació i l'accés en línia. Disposa d'una xarxa de més de 4.600 centres d'història familiar i es basa en la col·laboració dels voluntaris.

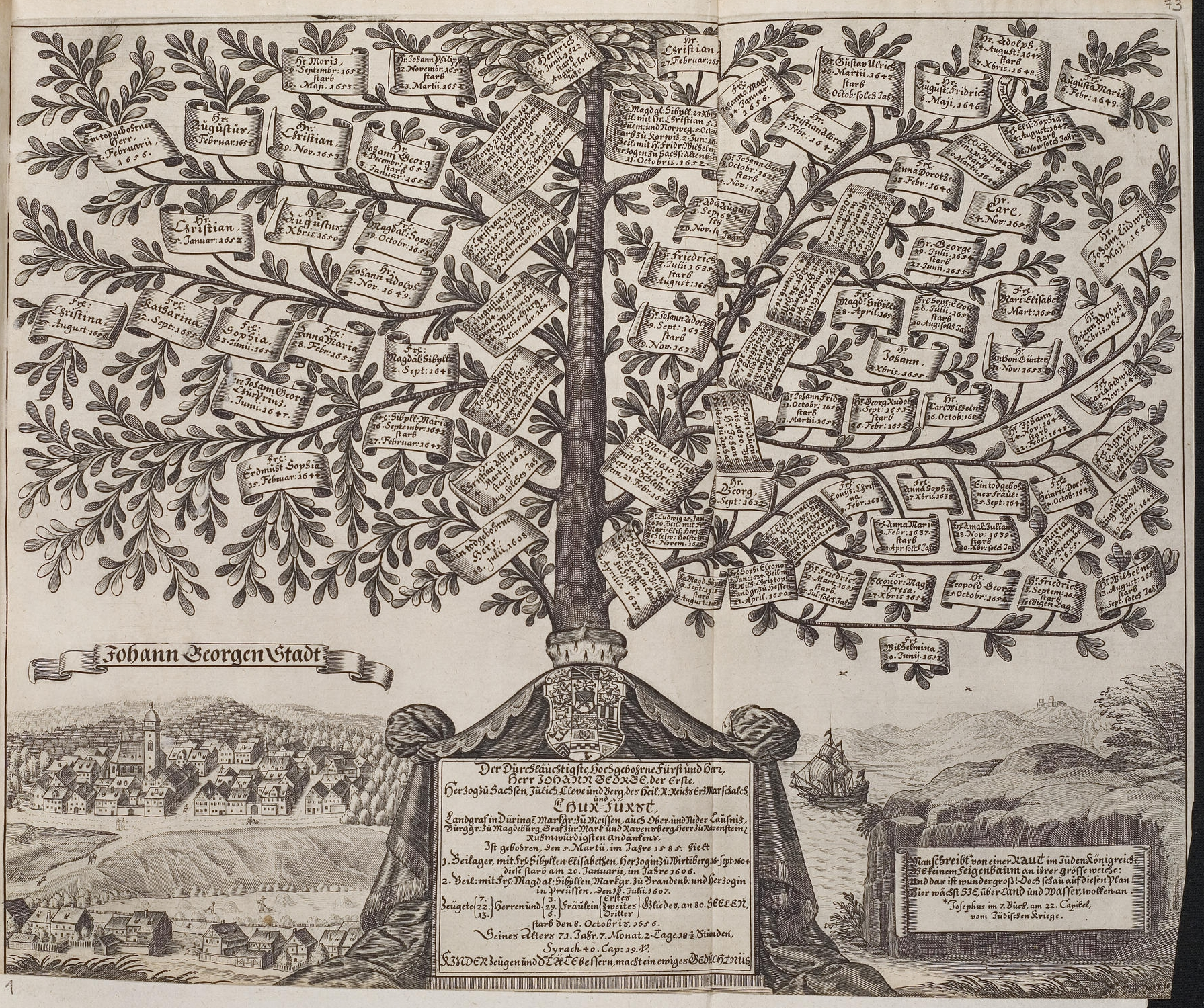
Arbre descendents de Joan Jordi I de Saxònia (Dresden, 1585-1656) del 1654

Des de 2010 quasi tots els llibres sacramentals de l'Arxiu Diocesà de Girona són accessibles en format d'imatge des del web de FamilySearch. S'hi poden fer recerques per cognom a escala mundial i es poden filtrar segons criteris cronològics, per països o per tipus de dades (matrimoni, bateig, etc).
Segons les seves pròpies dades, a l'agost del 2016 tenia 6000 milions de noms indexats de 202 països diferents, afegint-s'hi al voltant d'un milió i mig nou al dia, mentre 319 equips amb càmeres continuaven fotografiant documents d'arreu del món. En total uns 18 petabytes de dades. Alguns registres s'han pogut preservar perquè mentre el document original ha estat destruït, FamilySearch en tenia una còpia.

## FamilyTree
El seu gran projecte on-line és el FamilyTree, on cada persona morta que hagi existit mai de la que sigui possible traçar-ne la genealogia té una pàgina dedicada on s'indiquen aspectes de la seva vida i com estan relacionats amb els seus parents. FamilyTree consta amb 1.100 milions de fitxes personals afegides per col·laboradors desinteressats de manera semblant a com es realitza la Viquipèdia. Algunes formen part d'arbres molt petits, però el més gros de tots entrellaça més de 300 milions de persones en un sol i gegantí arbre genealògic. El servei és totalment gratuït i lliure de publicitat, malgrat que cal registrar-se per a accedir-hi.